# Joseph-Arthur Bernier
Pour les articles homonymes, voir Bernier.
Joseph-Arthur Bernier, né le 19 mars 1877 à Lévis et mort le 28 avril 1944 à Québec, est un pianiste, organiste, compositeur et professeur de musique québécois.  

## Biographie
Joseph-Arthur Bernier apprit la musique avec les professeurs Gustave Gagnon et Philéas Roy (père du pianiste et compositeur Leo Roy et la pianiste Berthe Roy) à Québec, puis par la suite en 1902 et 1903 avec Alexandre Guilmant et Félix Fourdrain à Paris.
Il est le père de la pianiste Gabrielle Bernier, du violoncelliste Maurice Bernier et du compositeur Conrad Bernier, ainsi que le grand-père du chef d'orchestre Françoys Bernier et de la pianiste et accompagnatrice Madeleine Bernier. 
Joseph-Arthur Bernier fut organiste de plusieurs églises québécoises, sans interruption de 1892 à 1944. Il fut professeur de musique à l'université Laval de 1922 à 1944 où il eut parmi ses élèves Dantès Belleau, Clotilde Coulombe, Rolland-Georges Gingras et Omer Létourneau. De 1910 à 1911 et de 1912 à 1913, il est président de l'Académie de musique du Québec.
Joseph-Arthur Bernier composa quatre messes, plusieurs motets, des morceaux de musique en solo pour orgues, une Berceuse pour violon, une Pastorale pour hautbois, une Cantilène pour violoncelle et une Mazurka pour piano.